# 島屋出入口
島屋出入口（しまやでいりぐち）は、大阪府大阪市此花区の阪神高速道路2号淀川左岸線の出入口。北港JCT方面のみ接続するハーフICである。ユニバーサルシティ出口と対応する入口でもある。

## 周辺
- ユニバーサル・スタジオ・ジャパン
- ユニバーサルシティ駅
- 安治川口駅
- 新大阪郵便局

## 隣
阪神高速2号淀川左岸線
(2-02) ユニバーサルシティ出口 - (2-03) 島屋出入口 - 島屋東入口（廃止） - (2-04) 正蓮寺川出入口